# Hải Phú, Bố Trạch
Hải Phú là một xã cũ thuộc huyện Bố Trạch, tỉnh Quảng Bình, Việt Nam.

## Địa lý
Xã Hải Phú nằm ở phía đông huyện Bố Trạch, có vị trí địa lý:
- Phía đông giáp Biển Đông
- Phía tây giáp xã Sơn Lộc
- Phía nam giáp thị trấn Hoàn Lão và các xã Đồng Trạch, Đức Trạch, Vạn Trạch
- Phía bắc giáp xã Thanh Trạch.

Xã Hải Phú có diện tích 14,60 km², dân số năm 2019 là 12.898 người, mật độ dân số đạt 883 người/km².

## Hành chính
Xã Hải Phú được chia làm:
- 18 thôn: Ngoại Hòa, Nội Hải, Nội Hòa, Quốc Lộ 1a, Tân Lý, Thượng Hòa, Trung Hòa, Đông Duyệt 1, Đông Duyệt 2, Bắc Duyệt, Trung Duyệt, Nam Duyệt, Bắc Sơn, Nam Sơn, Bình Thuận, Trung Thuận, Quý Thuận.
- 1 xóm: Xóm Cồn

## Tiêu biểu
Thôn Đông Duyệt (Xóm Hát) là cái nôi dân ca của xã, có lịch sử ca hát vô cùng quý giá, tiêu biểu là Tuồng Cổ - học được từ các gánh hát của người Trung Quốc, vào thời Pháp thuộc, lúc đó còn có Nhà thờ và Tượng Ông Tổ Ca Tuồng, giặc đã đốt tất cả tư liệu, bao gồm Trang Phục Tuồng, Sách ghi chép lời hát bằng chữ Hán, Tượng. Từ đó, Tuồng Cổ ở đây đã bị lãng quên, không còn một tư liệu ghi chép nào để tiếp cha ông. Những thế hệ đi trước bây giờ cũng đã gần tuổi gần đất xa trời, còn rất ít cụ còn nhớ những bài Tuồng bằng tiếng Hán nữa, như cụ: Phạm Văn Hoạt, Phạm Thị Tơn, Trần Văn Hổ...

## Lịch sử
Địa bàn xã Hải Phú hiện nay trước đây vốn là hai xã Hải Trạch và Phú Trạch thuộc huyện Bố Trạch.
Ngày 13 tháng 6 năm 1986, Hội đồng Bộ trưởng ban hành Quyết định số 72-HĐBT. Theo đó, thành lập xã Sơn Lộc trên cơ sở thôn Cửa Lăng của xã Phú Trạch; xóm Đá, xóm Mít và xóm Cồn của xã Vạn Trạch.
Sau khi điều chỉnh địa giới hành chính, xã Phú Trạch còn lại 1.285,5 ha diện tích tự nhiên và 4.379 người.
Trước khi sáp nhập, xã Hải Trạch có diện tích 1,94 km², dân số là 8.961 người, mật độ dân số đạt 4.619 người/km², có 7 thôn: Nội Hải, Nội Hòa, Ngoại Hòa, Thượng Hòa, Trung Hòa, Quốc Lộ, Tân Lý. Xã Phú Trạch có diện tích 12,66 km², dân số là 3.937 người, mật độ dân số đạt 311 người/km², có 11 thôn: Trung Thuận, Bình Thuận, Quý Thuận, Bắc Sơn, Nam Sơn, Đông Duyệt 1, Đông Duyệt 2, Bắc Duyệt, Trung Duyệt, Nam Duyệt, Xóm Cồn.
Ngày 10 tháng 1 năm 2020, Ủy ban Thường vụ Quốc hội ban hành Nghị quyết số 862/NQ-UBTVQH14 về việc sắp xếp các đơn vị hành chính cấp xã thuộc tỉnh Quảng Bình (nghị quyết có hiệu lực từ ngày 1 tháng 2 năm 2020). Theo đó, sáp nhập toàn bộ diện tích và dân số của hai xã Hải Trạch và Phú Trạch thành xã Hải Phú.
Ngày 16 tháng 6 năm 2025, Ủy ban Thường vụ Quốc hội ban hành Nghị quyết số 1680/NQ-UBTVQH15 về việc sắp xếp các đơn vị hành chính cấp xã của tỉnh Quảng Trị năm 2025. Theo đó, sắp xếp toàn bộ diện tích tự nhiên, quy mô dân số của xã Hải Phú (huyện Bố Trạch), xã Sơn Lộc, xã Đức Trạch, xã Đồng Trạch thành xã mới có tên gọi là xã Đông Trạch.